# Cesarski pingvin
Cesarski pingvin (znanstveno ime Aptenodytes forsteri) je največji  pingvin. Živi na antarktičnih obalah.

## Telesna zgradba
Samci in samice so podobni po obsegu in višini in dosežejo do 122 cm višine ter težo med 22 in 45 kg. Po zgornji strani je črn spodaj bel, s črnim podvratjem ter z bleščeče se rumenima podušesnima lisama. Ima črno glavo in zatilje, temno rjave oči, dolg in šilast ter črn kljun z rdečo barvo spodnjo čeljustjo.                

## Način življenja
Sredi antarktične zime se zberejo v velike kolonije in potujejo proti notranjosti. Take skupine lahko štejejo tudi do 30000 glav. In to brez hrane, saj morajo valiti jajca. Marca, ko se druge živali odpravijo proti severu, da bi se izognile antarktični zimi, se cesarski pingvini selijo na jug. Pozimi Antarktiko obdajajo velikanske gmote morskega ledu, ki lebdi na oceanu najjužnejšega dela zemlje. Kljub ledenemu mrazu si cesarski pingvini prav ta kraj izberejo za parjenje in valjenje. 
Vse druge živali, celo drugi pingvini, odidejo, še preden se antarktična zima prav začne. Vališča si pingvini poiščejo v zavetnih dolinah in ozkih globeli ledenih gora. 

V koloniji si v času parjenja vsak samec in samica najde svojega partnerja. Po dvorjenju in paritvi samica izleže eno jajce in ga zaupa svojemu samcu. Gnezdenje v tem pustem, z ledom prekritem svetu ni težavno, saj cesarski pingvini ne spletajo gnezd. Samec položi pol kilograma težko jajce na nart. Prekrije ga z valilno gubo. To je kožna guba, ki ni poraščena s perjem.
Samec cesarskega pingvina varuje jajce oba meseca hladne antarktične zime, od maja do junija. V zavetju očetovega toplega telesa je jajce varno pred ostrim mrazom zunanjega sveta. 
Samica pa se medtem odpravi hranit v morje. Vrne se čez približno dva meseca, tik preden se mladič izvali.
Perje, maščoba in drugi načini prilagoditve navadno ohranijo odrasle pingvine pri življenju, saj v tem času ne zaužijejo niti grižljaja.
»Ko človek gleda pingvine, se zdi vse tako preprosto,« pravi Gerald Kooyman, biolog, ki je opravil že prek 30 raziskovalnih izletov na Antarktiko. »Ko jih nekaj časa opazujemo, kar pozabimo, kako neverjetni so, vsaj dokler se vreme ne spremeni in veter zareže do kosti.« Ob izredno nizkih temperaturah in bičanju vetra cesarski pingvini vzdržujejo prijetno toploto, tako da se stisnejo v gruče. Gručo oblikuje več sto ali celo tisoč samcev, ki se stisnejo skupaj in se nato neprestano premikajo, tako da počasi krožijo od mrzlega obrobja do tople sredine, kjer ni vetra. 
Neki znanstvenik je vso zimo opazoval te osupljive ptice. Pravi, da je prav presenetljivo videti 10.000 pingvinov v eni sami tihi gruči. Temperatura v njenem središču lahko doseže celo 25 °C. Ko se skupina loči, lahko opazovalci, če stojijo dovolj blizu gruče, čutijo, vohajo in celo vidijo vročino, ki je kakor zid pare. Pingvini stojijo skupaj izredno tesno. Tako je tisti, ki pride iz sredine, zaradi pritiska ostalih ptic nekaj trenutkov kvadraste oblike.
Samice se povrnejo k svojim zakonskim drugom šele tedaj, ko se je mladiček že polegel. V golši prineso 3 do 4 kg hrane. Vso to zalogo prevzame mladiček in jo spravi v svojo kožno gubo; izstradan samec pa se vrne k morju. Tisti, ki jim uspe priti do morja, se v treh do štirih tednih s hrano vrnejo na vališče in tako razbremenijo samice. Ko je mladič star šest tednov, prvič zleze iz materine vreče in gre v otroški vrtec skupno z drugimi mladiči. Vso to množico mladičev obdaja kot zid strnjena vrsta starih pingvinov. Šele po 5 do 6 mesecih se mladiči osamosvojijo in odpotujejo k morju.

## Naravni sovražniki
Med naravne sovražnike cesarskih pingvinov spadajo tako ptice kot morski sesalci. Mladiče plenijo različne vrste ptic, denimo viharniki (npr. vrsta Macronectes giganteus), ki napadejo celo žive mlade pingvine in naj bi bili odgovorni za več kot eno tretjino smrt mladičev v nekaterih kolonijah, ter govnačke (vrsta Stercorarius maccormicki), za katere velja, da se običajno prehranjujejo z mrtvimi mladiči. Edini znani plenilec odraslih ptic je morski leopard (Hydrurga leptonyx), ki na pingvine preži v neposredni bližini ledu in čaka, da se ptice potopijo v vodo. Občasno bodo odrasle ptice plenile tudi orke (Orcinus orca).
Ogroža jih tudi onesnaževanje in podnebne spremembe.